# Кожемякин, Андрей Анатольевич
Андрей Анатольевич Кожемякин (укр. Андрій Анатолійович Кожем'якін; род. 13 ноября 1965, Одесса) — украинский политический деятель. Генерал-лейтенант (с 2016 года).

## Биография

### Образование
В 1986 году окончил Киевское высшее военно-морское политическое училище. В 1988 году окончил школу КГБ в Новосибирске. В 1996 году — юридический факультет Киевского национального университета имени Тараса Шевченко по специальности «правоведение».

### Трудовая деятельность
- 1986—1988 — секретарь комитета ВЛКСМ 1 Управления 31 Испытательного центра Черноморского флота.
- 1988—2004 — оперуполномоченный, старший оперуполномоченный, начальник направления, замначальника отдела, начальник отдела, замначальника службы, начальник службы, начальник управления Главного управления по борьбе с коррупцией и организованной преступностью Службы безопасности Украины.
- С апреля по сентябрь 2005 — заместитель Председателя СБУ по оперативным вопросам — начальник Главного управления по борьбе с коррупцией и организованной преступностью.
- 2005—2006 — советник Председателя СБУ Игоря Дрижчаного.

24 марта 2006 года заместитель Генпрокурора Виктор Шокин заявил о возбуждении двух уголовных дел против Кожемякина. Одно — по факту уничтожения материалов оперативно-поискового дела СБУ о деятельности мафиозного бизнесмена Семена Могилевича (20 томов), второе — по факту незаконного прослушивания телефонных разговоров корреспондента газеты «Сегодня» Александра Корчинского. Однако 30 июня Печерский райсуд Киева отменил постановление о возбуждении уголовного дела по факту уничтожения материалов дела Могилевича, а 11 октября тот же суд признал незаконным возбуждение уголовного дела в отношении Андрея Кожемякина, которому инкриминировалось незаконное прослушивание корреспондента газеты «Сегодня» Корчинского.

### Политическая деятельность

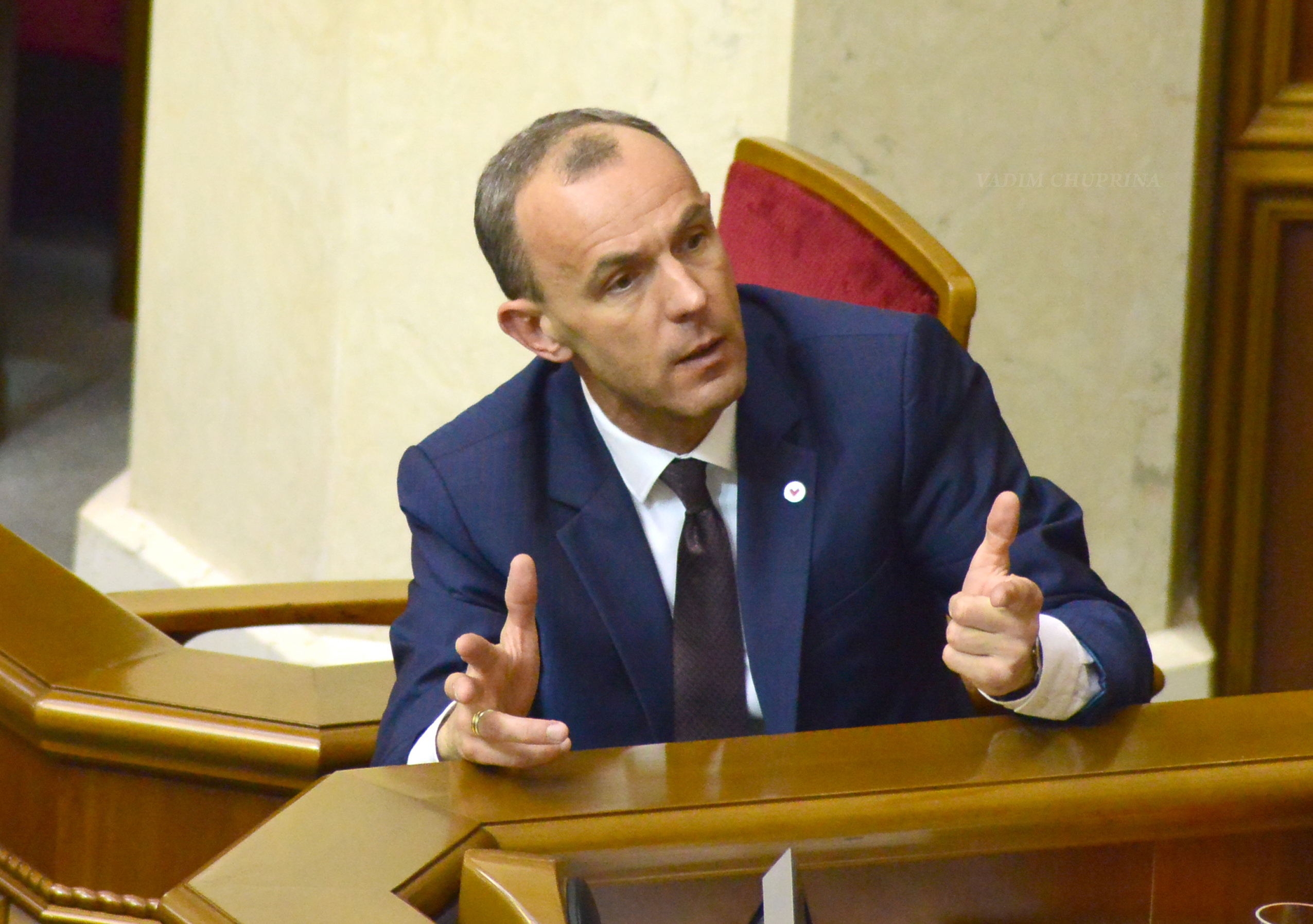
Андрей Кожемякин в Верховной раде Украины

Народный депутат Верховной рады Украины V (май 2006 — июнь 2007) и VI (ноябрь 2007 — декабрь 2012) созывов (оба раза от Блока Юлии Тимошенко). Член Комитета ВР по вопросам законодательного обеспечения правоохранительной деятельности.
7 декабря 2011 года избран главой фракции БЮТ, сменив на этом посту Ивана Кириленко.
С декабря 2012 года народный депутат Верховной рады Украины VII созыва, № 13 в партийном списке Всеукраинского объединения «Батькивщина». Председатель Комитета ВР по вопросам законодательного обеспечения правоохранительной деятельности.
25 декабря 2018 года включён в санкционный список России.

## Кожемякин в материалахWikileaks
В одном из документов Wikileaks сообщается о разговоре экс-главы МВД Юрия Луценко и посла США на Украине, в котором, в частности, упоминается о том, что глава МВД Юрий Луценко, рассказал послу США на Украине, что получил приказ от генпрокурора арестовать соратников Тимошенко Александра Турчинова и Андрея Кожемякина за то, что они уничтожили документы СБУ, в которых говорилось о связи Тимошенко с криминальным бизнесменом Семеном Могилевичем. Луценко назвал приказ генпрокурора Медведько сумасшедшим и не выполнил его.

## Семья
Отец — генерал-лейтенант КГБ Анатолий Кожемякин, работал в 5 («Идеологическом») управлении на Западной Украине, в 1991 при организации СБУ был назначен руководителем главка «К» по борьбе с коррупцией и организованной преступностью. Погиб при невыясненных обстоятельствах в ноябре 2005 года — утонул в Сухом лимане в Одесской области.
Жена Наталия Николаевна (1967) — журналист, телеведущая, работала сотрудником пресс-службы Кабинета министров Украины, была президентом медиа-холдинга «Информальянс». Двое детей: дочь Дарина (1986 г.р.) и сын Руслан (1998) — студент юридического факультета Национального университета им. Шевченко. Дочь окончила Институт журналистики Киевского национального университета, в октябре 2007 года вышла замуж за сына народного депутата II созыва Виталия Коржа — Романа. Зять Кожемякина — юрист.

## Награды
- Орден Данилы Галицкого (2004)
- Медаль «За мужество и отвагу» (2003)
- Медаль «За безупречную службу» III степени (1998)
- Наградное оружие — автоматический пистолет Стечкина (13 ноября 2014)[5].